# Чарлі Рівель
Чарлі Рівель, (23 квітня 1896 — 26 липня 1983) — видатний іспанський артист цирку та актор.